# ŠOT
ŠOT (cz. Škoda obojživelný tank) – czechosłowacki pływający czołg rozpoznawczy z okresu sprzed II wojny światowej, pozostał w fazie prototypu.

## Historia konstrukcji
W październiku 1936 roku w armii czechosłowackiej pojawiła się koncepcja budowy pływającego czołgu rozpoznawczego. Odpowiedziały na to zapotrzebowanie dwie czechosłowackiej firmy zbrojeniowe: Škoda w Pilźnie i Českomoravská Kolben Daněk w Pradze. Firma Škoda oparła początkowo swój projekt na podwoziu czołgu lekkiego LT vz. 35, ale ostatecznie stworzyło nowe podwozie, choć bardzo zbliżone do podwozia produkowanego czołgu LT vz. 35. Początkowo otrzymał nazwę fabryczną ŠO (skrót nazwy Škoda obojživelný – Amfibia Škoda), ale potem ustalono nazwę ŠOT.
Prototyp początkowo miał mieć silnik Praga-Wilson o mocy 225 KM (166,3 kW), ale z uwagi na jego ciężar zastąpiono go silnikiem lotniczym Avia TR-12, w układzie gwiazdowym. Nadal jednak prototyp był zbyt ciężki, w związku z tym zmieniono system transmisji, z mechanicznej na elektromagnetycznej, korzystając z zakupionej we Francji przekładnie elektromagnetyczną Cotal, która dostarczona została dopiero w marcu 1939 roku. Wtedy też ukończono prototyp.
Po zajęciu Czechosłowacji przez Niemcy, Niemcy poddali ten prototyp badaniu podobnie jak F-IV-H. Okazało się wtedy, że czołg jest zbyt ciężki i ma trudności z pływaniem, co miało być podstawową cechą tego pojazdu. W związku z tym Niemcy od razu zrezygnowali z tego czołgu. Wrócił on do wytwórni, gdzie został rozebrany na części, gdyż również Škoda zrezygnowała z dalszej pracy nad tym projektem. Część części z tego czołgu użyto w nowym projekcie Škody – czołgu o napędzie elektrycznym – ŠET.

## Użycie
Czołg rozpoznawczy ŠOT był używany tylko do prób fabrycznych i poligonowych, nie został przyjęty na uzbrojenie.

## Opis pojazdu
Czołg ŠOT został zbudowany na podwoziu zbudowanym specjalnie dla niego, choć o zbliżonej konstrukcji do podwozia czołgu lekkiego LT vz. 35. Dla zapewnienia pływalności kadłub był wodoszczelny i miał być pontonem. Czołg miał mieć wieżę obrotową z zamontowanym w nim karabinem maszynowym, ale nie została ona zamontowana w prototypie i próby odbywały się bez niej. Napęd stanowił siedmiocylindrowy silnik lotniczy, w układzie gwiazdy, a transmisja była elektromagnetyczna co miało zmniejszyć jego wagę. Czołg miał do pływania jedną śrubę umieszczona w specjalnym tunelu. Uzbrojenie czołgu miało składać z 2 karabinów maszynowych, jeden w wieży a drugi w czołowej ścianie kadłuba, obsługiwany przez kierowcę. Pancerz czołgu był wykonany z płyt pancernych o grubości od 6 do 15 mm, mocowany przy pomocy nitów do stalowych profili.